# ブエナ・ビスタ・ソシアル・クラブ (アルバム)
『ブエナ・ビスタ・ソシアル・クラブ』(Buena Vista Social Club)は、ライ・クーダーとキューバの老ミュージシャンの演奏による、キューバ音楽のアルバム。1997年制作、14曲収録。歌詞はスペイン語（キューバの公用語）。

## 概要
ライ・クーダーがキューバに旅行した際に、キューバ国外にはほとんど知られていなかったミュージシャン達とセッションを行ったことが、制作のきっかけとなった。発売後、欧米のラテン音楽ファンを中心に、世界的なヒット作となった。レーベルのワールド・サーキットによる公式な発表によると400万枚を売り上げた。
1999年には、ヴィム・ヴェンダース監督により、同名『ブエナ・ビスタ・ソシアル・クラブ』でドキュメンタリー映画が制作された。
日本盤はアルバムを配給したノンサッチ・レコードの親会社ワーナー・ミュージック・グループの日本支社ワーナーミュージック・ジャパンより当初は発売されたが、2008年に関連アルバムと共にライス・レコードからリイシューされた。

## 参加メンバー
- Luis Barzaga - バッキング・ボーカル
- ヨアキム・クーダー - ドラムス、パーカッション
- ライ・クーダー - アコースティック・ギター、エレクトリック・ギター、パーカッション
- Julio Alberto Fernández - ボーカル、マラカス
- イブライム・フェレール - ボーカル、クラーベ
- カルロス・ゴンザレス - ボンゴ、カウベル
- ファン・デ・マルコス・ゴンザレス - トレス、ギロ、バッキング・ボーカル
- ルーベン・ゴンザレス - ピアノ
- サルバドール・レピアド・ラブラダ - ベース
- マヌエル・"プンティージ"・リセア - コンガ
- オーランド・"カチャイート"・ロペス - ベース
- ベニト・サレス・マガナ - ギター
- マニュエル・"グアヒーロ"・ミラバール - トランペット
- エリアデス・オチョア - ボーカル、ギター
- オマーラ・ポルトゥオンド - ボーカル
- フリエンネ・オビエド・サンチェス - ティンバレス
- コンパイ・セグンド - ボーカル、ギター
- バルバリート・トーレス - リュート
- Alberto "Virgilio" Valdés - マラカス、バッキング・ボーカル
- ラザロ・ヴィラ - コンガ

## 収録曲
1. "Chan Chan" （エリアデス・オチョア） - 4:16
2. "De Camino a La Vereda" （イブライム・フェレール） - 5:03
3. "El Cuarto de Tula" （ライ・クーダー） - 7:27
4. "Pueblo Nuevo" （ルーベン・ゴンザレス、インストゥルメンタル） - 6:05
5. "Dos Gardenias" （イブライム・フェレール） - 3:02
6. "¿Y Tú Qué Has Hecho?" （コンパイ・セグンド） - 3:13
7. "Veinte Años" （オマーラ・ポルトゥオンド） - 3:29
8. "El Carretero" （エリアデス・オチョア） - 3:28
9. "Candela" （イブライム・フェレール） - 5:27
10. "Amor de Loca Juventud" （コンパイ・セグンド） - 3:21
11. "Orgullecida" （コンパイ・セグンド） - 3:18
12. "Murmullo" （イブライム・フェレール） - 3:50
13. "Buena Vista Social Club" （ライ・クーダー、インストゥルメンタル） - 4:50
14. "La Bayamesa" （マニュエル・リセア） - 2:54